# やえこ商店 きょうも開店!
『やえこ商店 きょうも開店！』（やえこしょうてん きょうもかいてん）は、2008年4月1日から2009年3月31日
まで山陽放送運営のRSKラジオで放送されたラジオ番組。
『9時からやえこ お昼まで』に替わってスタートした平日午前のワイド番組で、毎週月曜 - 金曜 10:30 - 12:00（日本標準時）に放送。前番組から引き続き三宅八重子がパーソナリティを務めていた。